# Convertirea Iranului la islamul șiit
Convertirea Iranului la islamul șiit a fost realizată în perioada dinastiei Safevide și a constituit un punct de cotitură în istoria Iranului. Procesul de convertire a început după ce această dinastie a preluat puterea în 1501. Rezultatul acelei acțiuni este vizibil în prezent, atât Iranul cât și Azerbaijanul fiind statele cu cel mai mare procent de șiiți dintre statele care au islamul ca religie de stat.

## Ajungerea la putere a Safevizilor
Ismail I a ajuns liderul dinastiei Safevide în 1494, iar ascensiunea sa către un imperiu a început în 1501, când a cucerit o mare parte din Azerbaidjan și Tabrizul, acolo unde și-a instalat capitala. De acolo, la scurt timp a cucerit restul Azerbaidjanului și Armenia. Se proclamă șah în 1502 și declară islamul șiit drept religie de stat. Cucerește centrul Iranului în 1504, iar până în 1508 pacifică frontiera de Vest și aduce sub stăpânirea sa Bagdadul și Sud-Vestul Iranului. În 1510 cucerește Heratul și Khorasanul. În teritoriile cucerite, impune islamul șiit cu forța și îi expulzează pe clericii sunniți.

## Motivele invocate de Safevizi
Motivele invocate inițial de Ismail I și apoi de urmașii săi se refereau mai mult la aspecte geo-politice și culturale, decât pur religioase:
- stabilirea pentru Iran a unei identități culturale distincte față de inamicii de atunci (Imperiul Otoman și hanatele uzbece din Asia Centrală)[2]
- fidelizarea populației și a instituțiilor, pe motivul diferențelor culturale față de vecinii sunniți[3]

## Procesul de convertire
Ismail I a declarat public că urăște sunniții și persecuțiile impuse de regimul său au fost crude. Singura alternativă viabilă pentru oamenii care se aflau sub dominația lui era convertirea, altfel ar fi fost omorâți. Procesul a fost unul destul de rapid, deoarece la mijlocul secolului al XVI-lea, Iranul era deja o țară șiită și devenise oarecum izolată între vecinii sunniți. Deși procesul de convertire a durat în total aproximativ un secol, șiismul nu a devenit confesiunea predominantă pe tot teritoriul Iranului de azi și nici pe teritoriul controlat de dinastia Safevidă. Șiismul a prins mai ales la persanofoni, dar au fost dificultăți în convertirea celorlalte naționalități (kurzi, arabi, turcofoni, baluchi).
Convertirea a avut accente de agresivitate, în anumite perioade refuzul la convertirea putea fi pedepsit pe loc cu moartea. Pentru a verifica dacă populația a trecut la șiism, șahul avea multiple metode de verificare. Una consemnată de istorici se referă la faptul că unii agenți ai șahului se plimbau prin locuri publice și îi blestemau pe primii trei califi, pe inamicii lui Ali sau pe sunniți în general. Cei care nu răspundeau ca rndul lor cu un blestem sau nu se arătau favorabili afimațiilor, erau omorâți pe loc.
În afară de convertiri, rata de creștere a elementului șiit în Iran a fost dat și de imigrarea în Iran a șiiților din alte teritorii musulmane. Ei au fost invitați în Iran pentru a li se oferi protecție față de majoritatea sunnită existentă în teritoriile din care proveneau.
Procesul de convertire a avut fluctuații de-a lungul perioadei Safevide, în funcție de gradul de toleranță al șahilor față de minoritățile religioase. De exemplu, șahul Abbas I (1588-1629) a fost șahul cu cel mai mare grad de toleranță, astfel că în timpul domniei sale procesul de convertire a fost unul lent, preponderent benevol din partea non-șiiților. Următorii doi șahi care i-au succedat (Safi I între 1629-1642 și Abbas II între 1642-1666) au rămas cunoscuți drept cei mai intoleranți Safevizi, ei inițiind extinderea procesului de convertire la șiism și a non-musulmanilor. Cea mai afectată minoritate din Iran a fost cea a evreilor. Pentru opoziția la convertire, pedeapsa aplicată era fie moartea, fie scoaterea ochilor, după caz.

## Transformarea clerului
La data ocupării Tabrizului de către Ismail I, în toată regiunea se găsea un singur text religios șiit. Pentru a putea re-educa populația, dar și pentru a crea de la zero un cler șiit, Ismail I a fost nevoit să aducă ulemale șiite din zone vorbitoare de limbă arabă (în mod special din Liban și Bahrain). Drept urmare, regimul său s-a orientat rapid către respectarea legii și a ordinii, decât către radicalismul religios care a definit primii ani ai instalării Safevizilor în Iran.

## Urmările convertirii
Pentru turcii din zona Azerbaidjanului, convertirea la islamul șiit a reprezentat o rupere a legăturilor culturale cu Imperiul Otoman și o apropiere de cultura persană. Din acest moment se poate vorbi despre o secesiune religioasă în rândul turcofonilor.
Ca urmare a persecuțiilor, erudiții sunniți au fugit din Iran în țările musulmane din jur. India mogulilor a oferit găzduire sunniților emigrați din Iran într-o mare măsură, astfel încât aceștia au putut continua să scrie și să publice, creându-se astfel o școală literară aparte - sabq-i Hindi - care a avut mare influență asupra evoluției ulterioare a culturii din India islamică.
Obiectivele religioase cu importanță pentru șiiți au devenit centre de pelerinaj recunoscute pe plan internațional și protejate ca atare. Astfel, Najaf și Karbala au fost țințe principale pe lista cuceririlor făcute de safevizi. În schimb, obiectivele cu relevanță pentru sunniți nu au avut parte de același tratament. Mormintele lui Abu Hanifa și Abdul-Qadir Gilani au fost distruse.
O parte dintre șiiții care au imigrat în Iran, pentru a beneficia de protecția șahilor, s-au stabilit în sudul Irakului de astăzi, care la acea vreme se afla sub stăpânirea Iranului. Ei au format repede majoritatea în rândul populației de acolo. Autoritățile safevide au numit reprezentanți speciali ai șiiților care să se ocupe de nevoile pelerinilor veniți la locurile sfinte șiite Najaf și Karbala. Aceste formule au fost păstrate și după ce zona de la sud de Bagdad a fost ocupată de Imperiul Otoman. Autoritățile otomane au redus însă timpul maxim de ședere al pelerinilor șiiți la 10 zile, pentru a preveni stabilirea în zonă a acestora, care ar fi dus redus considerabil procentul de sunniți din zonă, aflat și așa la cote reduse. În opinia istoricilor, stabilirea inițială a șiiților în zonă a creat probleme mult mai târziu, în secolul XX, când irakienii au avut dificultăți în consolidarea unei națiuni, ca urmare a diferențelor de ordin religios dintre arabii sunniți din centrul Irakului și arabii șiiți din sud.
Afganistanul modern a apărut ca urmare a conflictului de care afganii l-au avut cu autoritatea șiită din Iran. Când autoritățile safevide au încercat să impună cu forța șiismul în teritoriile locuite de afgani, aceștia s-au revoltat, iar conflictul cu Iranul a căpătat o conotație de conflict religios, mai mult decât de conflict între vasali și puterea suzerană. Mișcările de protest au început în timpul domniei șahului Sultan Husayn, în 1709, în regiunea Kandahar din Afganistanul de azi și au fost conduse de Mir Wais Hotak. Atunci, Iranul a pierdut controlul Afganistanului, care a devenit independent. Luptele cu șahii safevizi au continuat, culminând în 1715 cu cucerirea Heratului de către afgani și în 1722 când a avut loc bătălia de la Gulnabad, după care afganii au cucerit Isfahan, capitala Iranului Safevid. Acest moment a marca sfârșitul dinastiei safevide în Iran, dar și consfințirea existenței Afganistanului ca stat în perioada modernă.

## Tentative de revenire la sunnism
Încercarea de a reveni la sunnism a fost făcută chiar de primul șah care a succedat dinastia Safevizilor. Este vorba despre Nader, care a demarat o serie de politici în acest sens. A încercat o integrare a șiismului în sunnism și declararea sunnismului ca religie de stat. Deja, populația majoritară era șiită, iar aceste măsuri s-au lovit de opoziția locuitorilor Iranului.
După ce a declarat sunnismul ca religie de stat, Nader a confiscat mare parte dintre averile clericale șiite pentru a putea acoperi cheltuielile militare. Motivul invocat a fost că rugăciunile nu au adus prosperitatea și siguranța în Iran, ci victoriile armatei. Mutarea poate fi considerată una similară cu cea făcută în Europa în perioada reformelor de tip protestant.

## Opiniile istoricilor
Deși convertirea a fost una violentă și forțată, istoricii iranieni consideră că trecerea la islamul șiit a salvat Iranul de o eventuală încorporare în Imperiul Otoman.
În Azerbaidjan a apărut ideea de identitate națională, ca urmare a separării religioase față de turcii din Anatolia, lucru care a dus în timp la apariția Azerbaidjanului modern.